# Cogas
Cogas is een Nederlands energiebedrijf dat diensten levert in Twente.
De Centraal Overijsselse Gasmaatschappij, later Cogas, werd opgericht op 29 april 1966 door de voormalige gemeenten Ambt Delden, Diepenheim en Markelo.
De Cogas-groep bestaat uit meerdere bedrijfsonderdelen op gebied van duurzame energieoplossingen, gas, elektriciteit, warmte en telecommunicatie. Het telde in 2017 ruim 142.000 klanten. De netbeheerder heet sinds 1 september 2017 Coteq. Cogas Kabel Infra beheert een glasvezel- en coaxnetwerk voor internet, telefoon en televisie. 
Diverse gemeenten in de regio zijn aandeelhouders. Aandeelhouders met een belang van 10% of meer waren per 31 december 2017: Almelo (22,8%), Hof van Twente (13,1%), Hardenberg (12,8%), Twenterand (11,0%) en Oldenzaal (10,6%). In 2017 heeft Cogas een dividend uitgekeerd van € 10,2 miljoen en daarbovenop is op verzoek van haar aandeelhouders een extra dividend van € 20,0 miljoen uitgekeerd.